# Кленовнік (Сербія)
Кленовнік (серб. Кленовник) — населений пункт в Сербії, належить до міської общини Костолац Бранічевського округу Сербії.